# Кліщук Владислав Ігорович
Кліщук Владислав Ігорьович (10 березня 1995, Юрківці, Вінницька область — 22 травня 2022, Вільноандріївка, Запорізька область) — лейтенант роти поліції особливого призначення ГУНП у Чернівецька область. Кавалер ордена «За мужність» III ступеня (2022, посмертно).

## Біографія
Народився 10 березня 1995 року в Юрківцях, Вінницька область. З дитинства мріяв пов'язати своє життя з силовими структурами і захистом Батьківщини. Після навчання у Юрковецькій середній школі (2002—2010) вступив до Буковинського військового ліцею (2010—2012).
У 2013—2015 проходив службу в підрозділах Збройних сил України. Починаючи з 2015 року, вирішив пов'язав своє життя зі службою в підрозділах Національної поліції.
У 2015 році закінчив Рівненське вище професійне училище Департаменту державної служби охорони при МВС України і здобув професію охоронника. У 2015—2019 роках працював у Департаменті ДСО в м. Чернівці. Починаючи з 2019 продовжив службу в роті особливого призначення ГУНП у Чернівецькій області. Неодноразово у 2015—2022 роках перебував у відрядженнях у районі проведення АТО/ООС.
У 2021 році закінчив Національну академію внутрішніх справ, після чого отримав звання лейтенанта поліції.
Після початку російського вторгнення 24 лютого 2022 року виявив бажання проходити службу у зведеному полку спеціального призначення «Сафарі», у складі якого виконував бойові завдання у Київській, Сумській, Харківській та Запорізькій областях.
22 травня 2022 року загинув при виконанні службових обов'язків у Запорізькій області внаслідок ракетної атаки російсько-окупаційних військ.